# Branko Sinđelić
Branko Sinđelić (in serbo бранко Синђелић?; Zemun, 17 febbraio 1974) è un ex cestista serbo, fino al 2003 jugoslavo.

## Palmarès
- YUBA liga: 1

Partizan Belgrado: 1991-92
- Coppa di Jugoslavia: 1

Partizan Belgrado: 1992
- Coppa dei Campioni: 1

Partizan Belgrado: 1991-92